# Герб Дийди
Герб Ди́йди — один із символів села Дийди Закарпатської обалсті. Затверджений 2002 року рішенням Дийдівської сільської ради.

## Опис
Щит чотиричасний, розділений срібним нитяним хрестом.
У першій червоній частині — єпископ Міклош у срібних шатах з митрою на голові та єпископським посохом в руках.
У другій зеленій — срібна фортечна башта з червоними вікном та ворітьми.
У третій зеленій частині — червоне гроно винограду на золотій гілці, супроводжуване по сторонам золотими колосками.
У четвертій червоній частині по двом зеленим пагорбам йде срібне ягня з золотими копитами, що несе срібну хоругву з червоним хрестом, супроводжуване по сторонам золотим сонцем і срібним півмісяцем. На лазуровій девізній стрічці — дата заснування села, дата затвердження герба, а також назва угорською та українською мовами.
Комп'ютерна графіка — В. М. Напиткін.